# Albert Ier de Hainaut
Pour les articles homonymes, voir Albert Ier.
Albert de Wittelsbach, né à Munich le 25 juillet 1336, mort à La Haye 13 décembre 1404, fut duc de Bavière-Straubing, comte de Hollande, de Zélande et de Hainaut de 1389 à 1404. Il était fils de Louis IV de Wittelsbach, duc de Bavière puis empereur et de Marguerite II d'Avesnes, comtesse de Hainaut, de Hollande et de Zélande.

## Biographie
Son frère Guillaume ayant sombré dans la démence, les États de Hollande le choisirent en 1358 comme régent, écartant Mathilde de Lancastre sa belle-sœur. Les États de Hainaut les imitèrent peu après. Depuis une dizaine d'années et les luttes entre Guillaume et sa mère Mathilde, les Hollandais étaient partagés entre les Cabeliaux, patriotes partisans de Guillaume, et Houckx ou Hameçons, légitimistes partisans de Marguerite. En 1358, les Cabeliaux soutenaient Mathilde, tandis que les Hameçons tenaient pour Albert. Bloemsten, le gouverneur de Kennemaar et cabelien, qui s'était opposé à l'élection d'Albert, fut remplacé par Brederode, un chef hameçon. La lutte éclata immédiatement et déchira la Hollande pendant six semaines, à la suite desquelles Albert fut obligé de négocier la paix et de pardonner les insurgés.
Le roi Édouard III d'Angleterre revendique le comté de Hainaut et autres possessions.
Malgré la résignation, précédemment, à accepter l’attribution du Hainaut, de la Hollande, de la Zélande et de la Frise, à Marguerite II (d'Avesnes) comtesse de Hainaut et impératrice des Romains, décrétés et confirmés en 1346, fiefs de l’Empire germanique par Louis IV de Bavière, empereur, le roi Édouard III d'Angleterre revint en 1364 avec ses prétentions, au titre de son épouse Philippa de Hainaut, prétextant défendre le douaire de celle-ci. Ces quatre États (héritage de la Maison d'Avesnes du Hainaut), étant en effet, en troubles constants, quant à leur gouvernance.
Les 12-18 mai 1364, Albert de Bavière, bail et gouverneur des comtés de Hainaut, etc., sollicita les États généraux de Hainaut, de Hollande, de Zélande et de Frise, de donner leurs avis sur les prétentions du roi Édouard III d'Angleterre, à la succession de ces quatre pays. 
Les représentants de ceux-ci déclarèrent que la coutume de ces pays réservait cette succession aux hoirs mâles, par primogéniture, et s’opposait au dénombrement desdits territoires. Rassuré, Albert fit part des commentaires des délégués aux 4 Etats à l’Anglais.
Édouard III, ne l’entendit pas de cette oreille : il invita à la Cour d’Angleterre, en décembre 1365, Albert avec 120 suivants pour venir traiter du différend relatif au douaire de la reine Philippa (de Hainaut), à la condition qu’il soit accompagné de membres des Etats de Hainaut, de Hollande, de Zélande, et de Frise, et qu’il soit muni de lettres de pleins pouvoirs délivrés par ces mêmes Etats pour parvenir à un accord définitif. Les pourparlers aboutiront à la faveur d’Albert.
Albert de Bavière restera à la gouvernance de ces comtés et seigneurie, et en deviendra le nouveau souverain en 1389.
Quelque temps plus tard, le duc Édouard de Gueldre l'attaqua, mais Albert prit le dessus et ravagea une partie du duché de Gueldre. Peu après, ils conclurent la paix et Albert fiança sa fille à Guillaume de Juliers, neveu et héritier d'Édouard.
Mais Albert se rendit impopulaire par ses cruautés, et certains de ses vassaux s'allièrent à Louis II de Male, comte de Flandre, et Albert fut vaincu et dut signer la paix. Il en profita pour nouer des relations avec le royaume de France, mais subit encore des révoltes.
En 1389, son frère meurt, et il prend les titres de ducs de Bavière-Straubing, de comte de Hainaut, de Hollande et de Zélande. Sa première femme étant morte, il se remaria, et eut bientôt une maîtresse, Adélaïde de Poelgheest, qui fut assassinée par les Hameçons, soutenus par son fils et héritier Guillaume. Ce dernier dut s'enfuir à la cour de France et ne fut pardonné qu'après une expédition victorieuse en Frise.
Deux ans avant sa mort, il participe en compagnie de son fils, Guillaume, au siège de Gorinchem face à Jean V d'Arkle qui leur résiste victorieusement. Il meurt à La Haye âgé de 68 ans, après avoir souffert de crises de démence.

## Mariage et enfants
Il avait épousé, à Passau, Marguerite de Brzeg (° 1342 † 1386), fille de Louis de Silésie-Liegnitz, duc de Brzeg, et d'Agnès de Glogau. Ils eurent :
- Catherine (° 1361 † 1401), mariée en 1379 à Guillaume VII († 1402), duc de Juliers et de Gueldre ;
- Jeanne (° 1362 † 1386), mariée en 1370 à Venceslas Ier (° 1361 † 1419), roi de Bohême et roi de Germanie ;
- Marguerite (° 1363 † 1423), mariée en 1385 à Jean sans Peur (° 1371 † 1419), duc de Bourgogne ;
- Guillaume IV (° 1365 † 1417), duc de Bavière-Straubing, comte de Hainaut, de Hollande et de Zélande, marié en 1385 avec Marguerite de Bourgogne;
- Albert II (° 1369 † 1397), duc corégent de Bavière-Straubing ;
- Jeanne-Sophie (° 1373 † 1410), mariée en 1390 à Vienne avec Albert IV de Habsbourg (° 1377 † 1404), duc d'Autriche ;
- Jean III (° 1375 † 1425), évêque de Liège, duc de Bavière-Straubing.

Veuf, il se remarie à Heusden en 1394 avec Marguerite de Clèves (° 1375 † 1411), fille d'Adolphe III de La Mark et de Marguerite de Juliers.
Il eut Willem de Bavière-Schagen d'une relation hors mariage.

## Sources
- Adolphe Mathieu, « Aubert ou Albert de Bavière », Académie royale de Belgique, Biographie nationale, vol. 1, Bruxelles, 1866 [détail des éditions], p. 524-529.
- Geoffroy G. Sury, « Bayern Straubing – Hennegau : la Maison de Bavière en Hainaut, XIVe – XVe s. », Edit. G. G. Sury, 2e éd., dép. lég., Bruxelles, 2010, p. 128. (Le roi Édouard III d’Angleterre revendique le Hainaut).